# Trompa de elefante (astronomía)

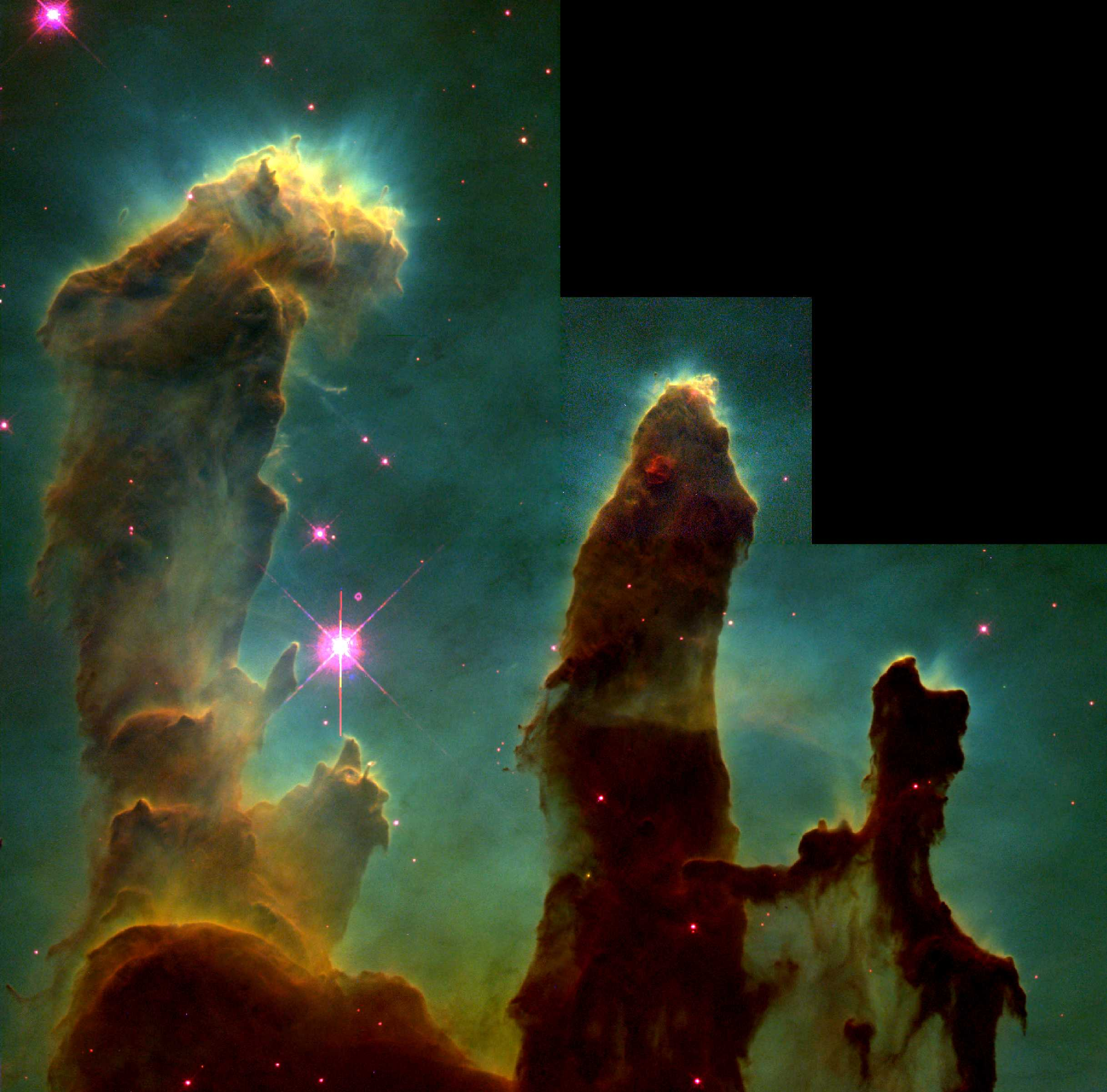
Los "Pilares de la Creación" de la Nebulosa del Águila.

Las trompas de elefante son formaciones de materia interestelar que se encuentra en el espacio. Más formalmente, los científicos a veces se refieren a ellos como "pilares moleculares fríos, en referencia a la existencia de nubes moleculares. Están ubicados en un barrio estrellas masivas de tipo O y tipo B, las cuales, a través de su intensa radiación, pueden crear en expansión regiones de gas ionizado conocida como regiones H II. Las Trompa de Elefante parecen enormes pilares o columnas de gas y polvo, pero vienen en diversas formas, longitudes y colores. Los astrónomos estudian trompas de elefante debido a su proceso de formación y utilizando simulaciones 2D y 3D para tratar de entender cómo se produce este fenómeno.

## Formación
Las estrellas Tipo S y Tipo B son una clasificación de estrellas que emiten fuertemente radiación ultravioleta (UV). La radiación UV provoca la nube circundante de gas de hidrógeno para ionizar, formando regiones H II. El gas no ioniza uniformemente a través de la nube, por lo tanto no se generan grumos de gas aleatoriamente más denso dispersos por toda la nube. Estos grupos densos se llaman evaporación de glóbulos gaseosos (EGGs en inglés), y son el punto de partida para la formación de una trompa de elefante. La forma de pilar se forma cuando los EGGs actúan como un escudo para los gases que están detrás de los vientos estelares. Los vientos estelares son un flujo continuo de gas que se expulsa de las estrellas y hace que el gas más ligero y menos densa erosione. Los EGGs y la columna de gas "a favor del viento" de ellos es la formación básica de una trompa de elefante.

## Estructura
Las Trompas de Elefantes se forman en la pared exterior de la región nubes H II. Los astrónomos solo pueden estudiar la estructura de la superficie de las trompas porque la opacidad del gas oscurece el núcleo interno. La longitud de las columnas se miden en años luz, que es la distancia que tarda la luz en viajar en un año. Los astrónomos pueden calcular las densidades y temperaturas de los EGGs y las trompas usando observaciones de infrarrojos, milímetros, y radio. Han determinado que trompas de elefante tienen núcleos fríos (20K) rodeadas de gas caliente (60K) con un caparazón caliente exterior (250-320K).

## Ejemplos

### Pilares de la Creación
El ejemplo más famoso de una trompa de elefante son los Pilares de la Creación. NASA fue capaz de producir una imagen de esta formación mediante la compilación de varias imágenes juntas tomadas desde el Telescopio espacial Hubble. Es de 7.000 años luz de distancia y situado en la Nebulosa del Águila, que es un grupo de estrellas que son de la misma edad en la constelación Serpens. Hay varias trompas de elefantes en los Pilares de la Creación y de una de las columnas es de alrededor de siete años luz de largo. Los astrónomos han descubierto que ya no existen los Pilares de la Creación, ya que fueron destruidos hace 6.000 años por las ondas de choque de una explosión estelar llamada supernova. Pero lo recién enunciado, hasta ahora solo es una hipótesis y no un hecho cien por ciento confirmado, y se basa en unos estudios de esta nebulosa realizados en el rango electromagnético del infrarrojo.

### Nebulosa Roseta
La Nebulosa Roseta es un ejemplo de una forma inusual que puede formar una trompa de elefante. Tiene una estructura de doble hélice en lugar de la columna recta normal. La doble hélice es causada por la presencia de campos magnéticos y corrientes eléctricas alineados a lo largo del eje de las trompas. Esto hace que los filamentos de las columnas ondulen en lugar de una recta como si estuvieran en trompas normales. Estos filamentos se envuelven alrededor de la otra y no se alinean junto a la otra que forma la estructura retorcida.

### NGC 7822
La formación estelar compleja NGC 7822 en la constelación de Cefeo tiene varias formaciones de trompa de elefante. Algunos de estos tienen el estrecho, forma ligeramente sinuoso que realmente hacen una reminiscencia de la trompa de un elefante.